# Drusbergschichten
Die Drusbergschichten sind eine Sedimentabfolge von Kalksteinen in den Schweizer Alpen. Sie wurden erstmals von Arnold Escher von der Linth 1867 definiert. Seither wurde ihre Beschreibung und Abgrenzung mehrmals verfeinert. Bis heute fehlt ein klares Typusprofil am Drusberg im Kanton Schwyz.
Die Gesteine entstanden in der unteren Kreide (Barremium) und gehören zur helvetischen Schichtfolge. Sie werden im Liegenden von Kieselkalk und im Hangenden von Schrattenkalk begrenzt.
Charakteristisch für sie ist eine Wechsellagerung mittel-, gelegentlich auch fein- oder grobbankiger, leicht mergeliger Kalke mit schiefrigen Mergeln als Zwischenlagen. Zudem können die Kalke manchmal gelblich anwittern. Im nördlichen Faziesgebiet sind Seeigel und Austern häufige Fossilien. Die Mächtigkeit kann mehrere hundert Meter betragen.
Die Drusbergschichten sind heute als Bestandteil der Tierwis-Formation zugeordnet.